# A Noise Severe
 (octobre 2017).
Si vous disposez d'ouvrages ou d'articles de référence ou si vous connaissez des sites web de qualité traitant du thème abordé ici, merci de compléter l'article en donnant les références utiles à sa vérifiabilité et en les liant à la section « Notes et références ».
Albums de The Gathering
Home
(2006) The West Pole
(2009)
A Noise Severe est un double-album live du groupe de rock alternatif néerlandais The Gathering, publié en 2007, en Europe (en 2008, aux États-Unis) sur le propre label du groupe, Psychonaut Records (en).
Enregistré le 24 mars 2007 au Teatro Caupolicán (en) de Santiago (Chili), il s'agit d'un des derniers concerts du groupe en compagnie de sa chanteuse, Anneke van Giersbergen, qui quitte le groupe quelques mois plus tard.
Constitué de 19 titres, répartis sur un double-CD digipack, l'album bénéficie, également, d'une édition double-DVD, second DVD live du groupe à sortir via leur label.
L'album est récompensé en 2006 d'un LiveXs Award dans la catégorie "Outstanding Achievment".

## Liste des titres
Toutes les chansons sont écrites et composées par The Gathering.
| 1.  | Shortest Day                  | 4:41 |
| 2.  | In Between                    | 4:35 |
| 3.  | Liberty Bell                  | 5:30 |
| 4.  | Probably Built in the Fifties | 6:46 |
| 5.  | Even the Spirits Are Afraid   | 6:04 |
| 6.  | Saturnine                     | 4:24 |
| 7.  | Monsters                      | 5:32 |
| 8.  | Alone                         | 4:48 |
| 9.  | A Noise Severe                | 7:35 |
| 10. | Leaves                        | 5:41 |
| 11. | Eléanor                       | 6:42 |
| 12. | In Motion, Part I             | 6:07 |

| 1. | Waking Hour          | 6:02  |
| 2. | On Most Surfaces     | 6:34  |
| 3. | Strange Machines     | 6:35  |
| 4. | Adrenaline           | 4:34  |
| 5. | Third Chance         | 4:59  |
| 6. | Black Light District | 16:18 |
| 7. | Travel               | 9:43  |

### Édition DVD
Albums de The Gathering
A Sound Relief
(2005)
Le premier disque reprend le contenu de l'album CD, fournissant, dans le même ordre, les 19 titres du concert en images. Les chansons ont, cependant, un mastering légèrement différent (la piste son du DVD inclut plusieurs minutes d'applaudissements coupées sur le CD).
9 caméras ont été utilisées pour l'enregistrement du concert.
L'édition DVD comprend, également, un disque bonus, contenant entre autres, un documentaire, des making-ofs et les 3 vidéos gagnantes du concours Alone.
| 1. | Homemade (documentaire de Danyael Sugawara sur la fabrication de l’album Home, 2006) | 60:53 |
| 2. | Making-of "A Noise Severe"                                                           | 4:18  |
| 3. | Edison "Thank You"                                                                   | 1:46  |
|    | 'Winning Video Clips'                                                                |       |
| 4. | Alone (by Lorenzo Bonicontro)                                                        | 4:48  |
| 5. | Alone (by Nicolas Prost)                                                             | 4:49  |
| 6. | Alone (by Greg Dutein)                                                               | 4:51  |
|    | 'Promo Video Clip'                                                                   |       |
| 7. | Forgotten                                                                            | 3:22  |
|    | 'Animation Video Clips'                                                              |       |
| 8. | Box                                                                                  | 4:44  |
| 9. | Waking Hour                                                                          | 5:34  |

## Crédits
| - Anneke van Giersbergen : chant - Marjolein Kooijman : basse - Hans Rutten : batterie - René Rutten : guitare - Frank Boeijen : piano, synthétiseur | - Production, composition, arrangements : The Gathering - Producteur délégué : Psychonaut Records - Mastering : René Rutten, Zlaya Hadzich - Mixage : Christian Mascaro, Pablo Munoz, René Rutten, Zlaya Hadzich - Artwork : Zero Creative |